# 陳興時
陳興時（1945年—），生於台灣台南市，材料學者與企業家。曾任成功大學機械系所長，工研院院士，為榮剛公司創辦人。

## 生平
畢業於台南二中，大學就讀成功大學機械系。大學時曾加入橄欖球校隊。退伍後，考取公費留學，至德國漢諾威大學，攻讀材料科學，於1975年取得博士學位，回到成功大學機械系任教。1977年任成功大學機械所所長。之後至工研院材料所任職，從事高功能特殊鋼研發。
1985年，提出特殊鋼研發計畫，進行創業，尋求投資者。獲得長榮集團張榮發的投資，由工研院技術移轉，創辦長榮超合金公司，任總經理。公司初期無法掌握關鍵技術，無法順利量產，也未順利取得訂單。1990年，併入長榮重工（今長榮鋼鐵）。1993年，長榮集團不願投資更多資金，在雙方協商後，將公司由長榮重工中切割出來，長榮重工持有七成股份，陳興時成為投資股東，取得經營權，公司改名為榮剛重工。
為解決資金問題，陳興時將公司資本投入購買不锈鋼材料，再進行轉售，1997年，榮鋼轉虧為盈，公司營運趨於穩定。在獲得金屬工業研究中心的輔導後，取得國際認證，進入國外市場。同時開始研發使用於半導體製造設備中的粉末高速鋼。2006年，榮剛取得美國波音公司認證，其製造的高性能不锈鋼，被使用於製造飛機起落架，進入航太市場。榮鋼公司也成為全球前十大特殊鋼供應商。
2013年，獲選為第二屆工研院院士。
2017年，因公司資金不足，陳興時引進外部資金，投資的台鋼集團趁機取得超過二成的榮鋼股份。雙方發生經營權衝突，陳興時於2018年辭去榮剛公司董事，退出公司經營。榮鋼公司經營權由台鋼集團取得。